# Vidak Bratić
Vidak Bratić (in serbo Видак Братић?; Novi Sad, 20 ottobre 1976) è un ex calciatore serbo, di ruolo attaccante.
Difensore centrale, poteva giocare anche da terzino sinistro.

## Palmarès

### Club

#### Competizioni nazionali
- Kup Srbije i Crne Gore: 1

Stella Rossa: 2001-2002